# 金城温泉
金城温泉（きんじょうおんせん）は、石川県金沢市に位置する日帰温泉である。

## 特徴
- 湯が黒褐色で、溶存物質総量が1.506g/Kgのモール泉である。
- アルカリ度はかなり高く、ぬるつとした湯ざわりである。

## 泉質
- 泉質 = ：ナトリウム-炭酸水素塩・塩化物泉
  - 泉温 = 38.0
  - 湧出量 = 234L（毎分）
  - pH = 8.1
  - 黒褐色、飲用不可
  - 大浴槽は加温加水循環濾過消毒無しの掛け流し、その他浴槽は加温循環濾過塩素消毒有り

## 温泉街
北陸自動車道金沢西ICから西部緑地公園をこえた近くに1軒の日帰り湯が存在する。

## 交通アクセス
鉄道
北陸本線金沢駅より北陸鉄道バス、済生会病院行きバスで約20分、「済生会病院下車」徒歩５分。
車
北陸自動車道金沢西ICより5分。